# Тёмный сахар (фильм, 2002)
«Тёмный сахар» (англ. Brown Sugar) — романтическая комедия, повествующая об отношениях друзей детства и их любви к хип-хопу. Премьера состоялась 11 октября 2002 года.

## Сюжет
Дрэ (Тэй Диггз) и Сидни (Сэна Латан) дружат с детства и также с детства у них любовь к музыкеː к хип-хопу. Будучи взрослыми у каждого из них своя работа и свои отношения. Но вскоре, не без помощи любви к музыке, как к творчеству так и рабочему процессу, они понимают что нужны друг другу не только как друзья.

## Роли исполняли

### В главных ролях
- Тэй Диггз — Андрэ «Дрэ» Эллис
- Сэна Латан — Сидни Шо, друг детства Дрэ

### Второстепенные персонажи
- Мос Деф — Кристофер Вичон, рэпер, ставший другом Дрэ
- Николь Паркер — Рис Эллис, жена Дрэ
- Борис Коджо — Кэлби Доусон, баскетболист и парень Сидни
- Куин Латифа — Франсин, кузина Сидни
- Уэнделл Пирс — Симон
- Эрик Вейнер — Рен
- Марк Джон Джеффрис — молодой Дрэ Эллис
- Венида Эванс — старая женщина
- Лиза Лапира — девушка с ресепшина

## Награды
Фильм был номинирован на премию 2003 Image Awards в следующих категориях:
- Лучший фильм
- Главная мужская роль — Тэй Диггз
- Главная женская роль — Сэна Латан
- Мужская роль второго плана — Мос Деф
- Мужская роль второго плана — Борис Коджо
- Женская роль второго плана — Куин Латифа
- Женская роль второго плана — Николь Паркер